# Kolonia Mordy
Kolonia Mordy (prononciation : [kɔˈlɔɲa ˈmɔrdɨ]) est un village polonais de la gmina de Mordy dans le powiat de Siedlce de la voïvodie de Mazovie dans le centre-est de la Pologne.
Il se situe à environ 3 kilomètresau sud-ouest de Mordy (siège de la gmina), 15 kilomètres à l'est de Siedlce (siège de le powiat) et à 102 kilomètres à l'est de Varsovie (capitale de la Pologne).
Le village comptait approximativement une population de 40 habitants en 2006.

## Histoire
De 1975 à 1998, le village appartenait administrativement à la voïvodie de Siedlce.

Depuis 1999, il appartient administrativement à la voïvodie de Mazovie.